# 奥雷斯特斯·金德兰
奥雷斯特斯·金德兰（西班牙語：Orestes Kindelán，1964年11月1日—），古巴棒球运动员。他曾代表古巴参加1992年、1996年和2000年夏季奥林匹克运动会棒球比赛，获得二枚金牌和一枚银牌。他也曾参加1991年、1995年和1999年泛美运动会。

## 家庭
堂弟马里奥·金德兰。